# كتاب البعث
كتاب البعث هو كتاب عن البعث، ألفه الحافظ أبو بكر بن أبي داود، ألف المؤلف كتاب البعث وساق فيه جملة من الأحاديث المتعلقة بالبعث، ومما انتهجه ابن أبي داود في التأليف أنه لم يبوب الكتاب، ولم يرتب النصوص الواردة ترتيبا محددا، وقد اشتمل الكتاب على 81 نص مسند حيث تنوعت هذه النصوص بين أحاديث مرفوعة وآثار موقوفة على الصحابة والتابعين، ولم يلتزم أبو بكر بن أبي داود الصحة فيما أورده من نصوص حيث أورد الثابت والضعيف في كتابه.